# Niederschachtofen

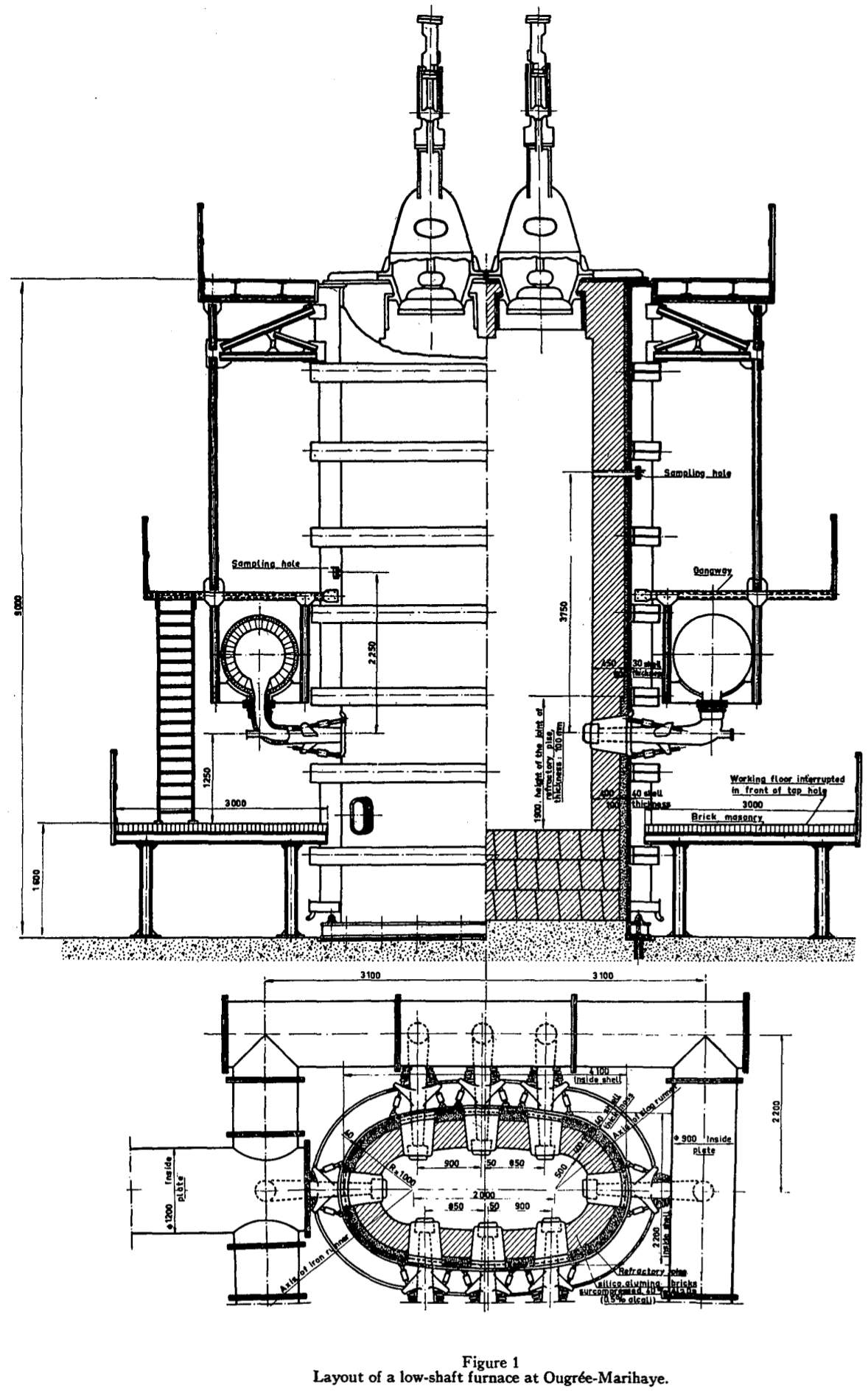
Niederschachtofen in Ougrée-Marihaye, 1953.

Ein Niederschachtofen bezeichnet einen zur Gewinnung von Ferrolegierungen oder Roheisen verwendeten Schmelzofen mit geringerer Bauhöhe (bis zu 10 Meter Schachthöhe) im Unterschied zum Hochofen. Der Niederschachtofen mit rundem, rechteckigem oder elliptischem Querschnitt erlaubt die Verhüttung von armen, also in der Zusammensetzung geringwertigen Erzen mit Brennstoffen, wie z. B. Braunkohlenhochtemperaturkoks, welche im Hochofen nicht verarbeitet werden können.
Als frühe Niederschachtöfen könnten die Rennöfen gelten, da auch hier zum Teil geringwertige Eisenerze verhüttet werden mussten.
1950 wurde in Calbe im VEB „Eisenwerke West“ der erste industrielle Niederschachtofen der Welt erbaut, am 15. Oktober 1951 wurde das erste Roheisen gewonnen.